# Eupithecia subfenestrata
Eupithecia subfenestrata là một loài bướm đêm trong họ Geometridae.